# توني بكنغهام
توني بكنغهام (بالإنجليزية: Tony Buckingham)‏ هو رائد أعمال بريطاني، ولد في القرن العشرين.